# Gulich Mårtensson
Gulich (Gillik) Mårtensson, död troligen 1652, var en svensk bonadsmålare och dekorationsmålare.
Han var son till bonden Mårten Olofsson. Mårtensson ägde och brukade gården Berglock i Forsa socken men genom sitt burskap som målare i Hudiksvall även verksam som dekorationsmålare. I Forsa kyrka målade han 1652 Salvator Mundi och de 12 apostlarna på läktaren, samma år utförde han en glasmålning i Bosgården i Överbyn, Forsa socken. Hans svärson Per Ericsson Bergquist målade ett epitafium över Mårtensson som placerades i Forsa kyrka 1652.  